# Valerij Bolotov
Valerij Dmitrievič Bolotov (in russo Валерий Дмитриевич Болотов?, in ucraino Валерій Дмитрович Болотов?, Valerij Dmytrovič Bolotov; Taganrog, 13 febbraio 1970 – Mosca, 27 gennaio 2017) è stato un militare e politico ucraino della non riconosciuta Repubblica Popolare di Lugansk.
È stato Capo della Repubblica Popolare di Lugansk e comandante supremo delle Milizia Popolare di Lugansk nel 2014. Fu uno dei creatori della repubblica separatista. Era ricercato dalle autorità ucraine per separatismo e terrorismo.